# Serrat del Negre
El Serrat del Negre és un serrat del municipi de Gavet de la Conca, que feia de límit entre els antics termes d'Aransís i de Sant Serni.
És la continuació cap al sud-est de la Serra del Magre, amb la qual forma un angle greu amb el punt d'unió al nord.